# Yallourn
 (février 2024).
Si vous disposez d'ouvrages ou d'articles de référence ou si vous connaissez des sites web de qualité traitant du thème abordé ici, merci de compléter l'article en donnant les références utiles à sa vérifiabilité et en les liant à la section « Notes et références ».
Yallourn est un ancien village d'Australie construit dans les années 1950 pour loger le personnel de la centrale électrique de Yallourn, dans la région du Gippsland, à l'est de l'État de Victoria.
Construit dans la région des tourbières qui alimentent la centrale thermique de Yalourn (en), le village a été rasé dans les années 1980 pour exploiter la tourbe.

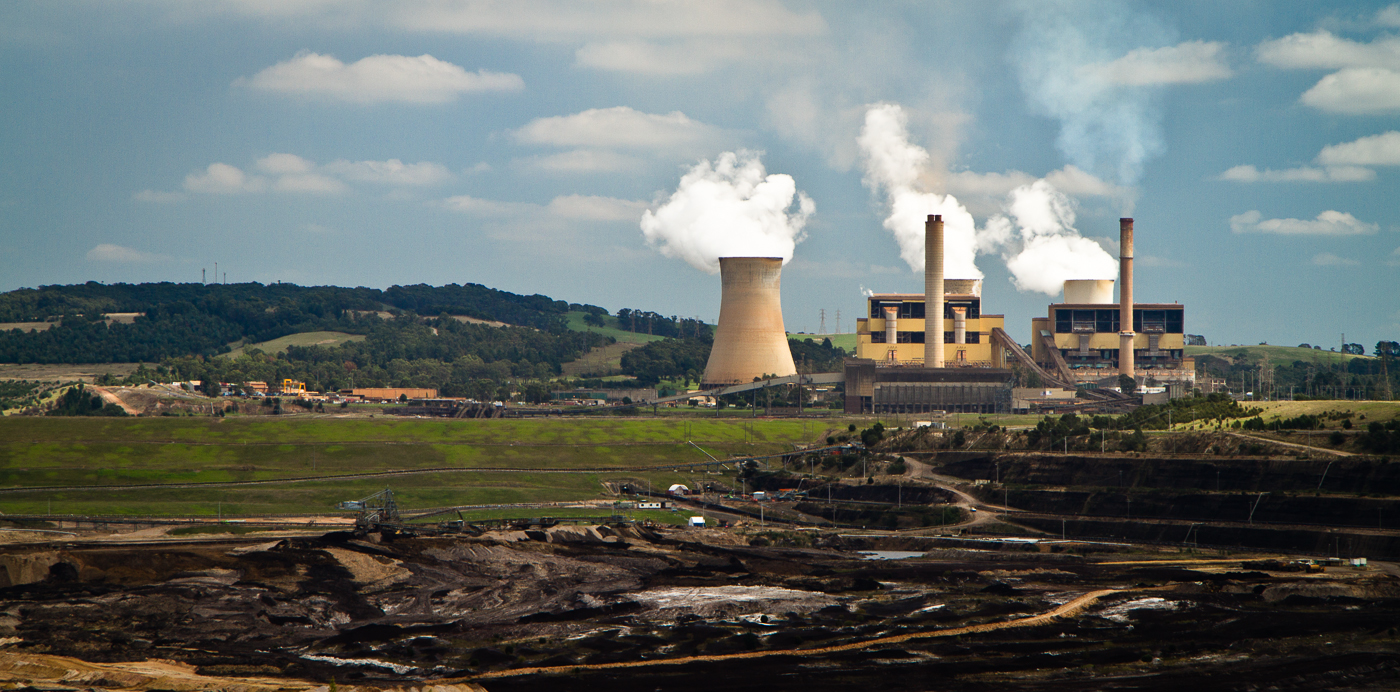
La en 2012.

C'est le village natal de l'ancien coureur cycliste Gary Wiggins.
La zone de travaux de Yallourn (Yallourn Works Area) est une zone non incorporée, enclavée dans le territoire de la ville de Latrobe, plus précisément dans la circonscription de Tanjil (Tanjil Ward)[réf. souhaitée].